# Liste der Baudenkmale in Beesten
In der Liste der Baudenkmale in Beesten sind alle Baudenkmale der niedersächsischen Gemeinde Beesten aufgelistet. Die Quelle der Baudenkmale ist der Denkmalatlas Niedersachsen. Der Stand der Liste ist der 31. Mai 2021.

## Allgemein
In den Spalten befinden sich folgende Informationen:
- Lage: die Adresse des Baudenkmales und die geographischen Koordinaten. Kartenansicht, um Koordinaten zu setzen. In der Kartenansicht sind Baudenkmale ohne Koordinaten mit einem roten Marker dargestellt und können in der Karte gesetzt werden. Baudenkmale ohne Bild sind mit einem blauen Marker gekennzeichnet, Baudenkmale mit Bild mit einem grünen Marker.
- Bezeichnung: Bezeichnung des Baudenkmales
- Beschreibung: die Beschreibung des Baudenkmales. Unter § 3 Abs. 2 NDSchG werden Einzeldenkmale und unter § 3 Abs. 3 NDSchG Gruppen baulicher Anlagen und deren Bestandteile ausgewiesen.
- ID: die Objekt-ID des Baudenkmales
- Bild: ein Bild des Baudenkmales, ggf. zusätzlich mit einem Link zu weiteren Fotos des Baudenkmals im Medienarchiv Wikimedia Commons. Wenn man auf das Kamerasymbol klickt, können Fotos zu Baudenkmalen aus dieser Liste hochgeladen werden:

## Beesten

### Gruppe: Talge, Hofstelle
Die Gruppe „Talge, Hofstelle“ hat die ID 35897832.

| Lage                                       | Bezeichnung              | Beschreibung                | ID       | Bild |
| ------------------------------------------ | ------------------------ | --------------------------- | -------- | ---- |
| Loher Straße 2 52° 26′ 51″ N, 7° 29′ 22″ O | Wohn-/Wirtschaftsgebäude | heute Wohnhaus mit Töpferei | 35901534 | BW   |
| Loher Straße 2 52° 26′ 53″ N, 7° 29′ 22″ O | Backhaus                 |                             | 35901563 | BW   |
| Loher Straße 2 52° 26′ 50″ N, 7° 29′ 20″ O | Scheune                  |                             | 35901592 | BW   |

### Gruppe: Beesten, Hofanlage I
Die Gruppe „Beesten, Hofanlage I“ hat die ID 35899667.

| Lage                                         | Bezeichnung              | Beschreibung | ID       | Bild |
| -------------------------------------------- | ------------------------ | ------------ | -------- | ---- |
| Reitbachstraße 2 52° 26′ 33″ N, 7° 29′ 53″ O | Wohn-/Wirtschaftsgebäude |              | 35901503 | BW   |
| Reitbachstraße 2 52° 26′ 34″ N, 7° 29′ 53″ O | Wirtschaftshof           |              | 35903199 | BW   |
| Reitbachstraße 2 52° 26′ 35″ N, 7° 29′ 54″ O | Remise                   |              | 35901988 | BW   |
| Reitbachstraße 2 52° 26′ 34″ N, 7° 29′ 52″ O | Hofkreuz                 |              | 35902042 | BW   |

### Gruppe: Beesten, Kirchplatz
Die Gruppe „Beesten, Kirchplatz“ hat die ID 35897815.

| Lage                                    | Bezeichnung    | Beschreibung        | ID       | Bild           |
| --------------------------------------- | -------------- | ------------------- | -------- | -------------- |
| Hauptstraße 52° 26′ 10″ N, 7° 29′ 54″ O | Kirche         | St. Servatius       | 35901362 | Weitere Bilder |
| Hauptstraße 52° 26′ 11″ N, 7° 29′ 53″ O | Garten         | ehemaliger Friedhof | 35901393 | BW             |
| Hauptstraße 52° 26′ 9″ N, 7° 29′ 54″ O  | Kriegerdenkmal |                     | 35901446 | BW             |
| Hauptstraße 52° 26′ 11″ N, 7° 29′ 56″ O | Hochkreuz      |                     | 35901420 | BW             |

### Gruppe: Bahnhof Beesten
Die Gruppe „Bahnhof Beesten“ hat die ID 35899751.

| Lage                                     | Bezeichnung      | Beschreibung | ID       | Bild |
| ---------------------------------------- | ---------------- | ------------ | -------- | ---- |
| Am Bahnhof 2 52° 25′ 26″ N, 7° 30′ 55″ O | Wohnhaus         |              | 35901305 | BW   |
| Am Bahnhof 2 52° 25′ 25″ N, 7° 30′ 55″ O | Lageranbau       |              | 35903362 | BW   |
| Am Bahnhof 3 52° 25′ 27″ N, 7° 30′ 58″ O | Toilettenhaus    |              | 35903625 | BW   |
| Am Bahnhof 3 52° 25′ 26″ N, 7° 30′ 58″ O | Empfangsgebäude  |              | 35902480 | BW   |
| Am Bahnhof 3 52° 25′ 25″ N, 7° 30′ 57″ O | Güterabfertigung |              | 35903467 | BW   |

### Gruppe: Beesten, Hofanlage II
Die Gruppe „Beesten, Hofanlage II“ hat die ID 35899769.

| Lage                                         | Bezeichnung              | Beschreibung         | ID       | Bild |
| -------------------------------------------- | ------------------------ | -------------------- | -------- | ---- |
| Speller Straße 26 52° 25′ 3″ N, 7° 29′ 33″ O | Wohn-/Wirtschaftsgebäude | ehemaliges Heuerhaus | 35902513 | BW   |

### Einzelbaudenkmale
| Lage                                                   | Bezeichnung              | Beschreibung                | ID       | Bild |
| ------------------------------------------------------ | ------------------------ | --------------------------- | -------- | ---- |
| Wilster Straße 7 d 52° 26′ 15″ N, 7° 28′ 38″ O         | Wohn-/Wirtschaftsgebäude | Heuerhaus                   | 35901619 | BW   |
| Wilster Straße ohne Nummer 52° 26′ 18″ N, 7° 29′ 44″ O | Steinkreuz               | sogenannter „Schwedenstein“ | 35903086 |      |
| Wilster Straße ohne Nummer 52° 26′ 18″ N, 7° 29′ 43″ O | Steinkreuz               | sogenannter „Schwedenstein“ | 35903110 |      |
| Hauptstraße 8 52° 26′ 12″ N, 7° 29′ 53″ O              | Pfarrhaus                |                             | 35902964 | BW   |
| Bahnhofstraße 5 52° 25′ 36″ N, 7° 30′ 44″ O            | Wohnhaus                 |                             | 35901336 | BW   |